# Victor Roelens
Victor Roelens (Ardooie, 21 luglio 1858 – Baudouinville, 5 agosto 1947) è stato un vescovo cattolico e missionario belga, missionario dei padri bianchi in Africa e primo vicario apostolico dell'Alto Congo.

## Biografia
Iniziò gli studi teologici e filosofici nel seminario diocesano di Roeselare e nel 1880 entrò nella congregazione dei Missionari d'Africa. Fu ordinato prete a Cartagine l'8 settembre 1884.
A causa della sua salute malferma, non fu inviato in missione ma fu scelto per dirigere la prima procura dei Missionari d'Africa a Woluwe-Saint-Lambert; collaborò con il cardinale Charles-Martial-Allemand Lavigerie ai lavori dell'Associazione antischiavista e fu docente nella case di formazione del suo istituto a Cartagine e a Gerusalemme.
Fu inviato nel vicariato apostolico dell'Alto Congo nel 1891 e nel 1893 fondò la missione di Baudouinville.
Fu eletto vescovo di Girba in partibus e vicario apostolico dell'Alto Congo nel 1895 e nel 1896 fu consacrato a Malines dal cardinale Pierre-Lambert Goossens.
Fissò la sua sede a Baudouinville e nel 1910 fondò la congregazione indigena delle Suore africane di San Giuseppe.
Rassegnò le dimissioni dalla carica di vicario apostolico nel 1941.

## Genealogia episcopale
La genealogia episcopale è:
- Vescovo Johannes Wolfgang von Bodman
- Vescovo Marquard Rudolf von Rodt
- Vescovo Alessandro Sigismondo di Palatinato-Neuburg
- Vescovo Johann Jakob von Mayr
- Vescovo Giuseppe Ignazio Filippo d'Assia-Darmstadt
- Arcivescovo Clemente Venceslao di Sassonia
- Arcivescovo Massimiliano d'Asburgo-Lorena
- Vescovo Kaspar Max Droste zu Vischering
- Vescovo Joseph Louis Aloise von Hommer
- Vescovo Nicolas-Alexis Ondernard
- Vescovo Jean-Joseph Delplancq
- Cardinale Engelbert Sterckx
- Vescovo Jean-Joseph Faict
- Cardinale Pierre-Lambert Goossens
- Vescovo Victor Roelens, M.Afr.